# Société des musées du Québec
Pour les articles homonymes, voir SMQ.
La Société des musées du Québec (SMQ) est un organisme à but non lucratif (OBNL) qui a été créé en 1958. Son siège social est situé à Montréal. Elle regroupe près de 300 institutions muséales et plus de 600 membres individuels.

## Activités

### Code de déontologie
La première édition du Code de déontologie muséale de la Société des musées du Québec (SMQ) a été publiée en 1990. Le code de déontologie a été actualisé, puis la deuxième édition a été adoptée le 30 septembre 2014, lors du congrès annuel de l'association. Il est publié en français et en anglais.
Il est divisé en deux sections, de façon à aborder les éléments qui touchent à la déontologie des institutions muséales et qui sont reliés à l'éthique professionnelle des individus.

### Congrès annuel
Depuis 1977, la SMQ présente son congrès annuel. La thématique et le lieu varient chaque année. Le premier congrès annuel a eu lieu à Trois-Rivières, en 1977. En 2020, le congrès a été abrégé et tenu en ligne, à cause de la Covid-19.

### Publications
La Société des musées du Québec publie la revue Musées.

## Prix et distinctions
- 2020 : Prix Excellence de l'Association des musées canadiens (AMC) - catégorie Marketing[7]
- 2011 : Prix Coup d'Éclat![8]
- 2007 : Prix Excellence de l'Association des musées canadiens (AMC) - catégorie Publication
- 2005 : Prix The Best in Heritage, remis par Europa Nostra et l'ICOM
- 2004 : Prix Web'art d'argent, remis lors du Festival International de l’Audiovisuel & du Multimédia sur le Patrimoine (FIAMP) qui est tenu par AVICOM[9]